# Ле-Люк
Ле-Люк (фр. Le Luc) — коммуна на юго-востоке Франции в регионе Прованс — Альпы — Лазурный берег, департамент Вар, округ Драгиньян, кантон Ле-Люк.
Площадь коммуны — 44,16 км², население — 8711 человек (2006) с выраженной тенденцией к росту: 9874 человека (2012), плотность населения — 224,0 чел/км².

## История
Территория нынешней коммуны была заселена человеком ещё в эпоху неолита. Впервые упомянут в письменных источниках в 1019 году, как находящееся на Via Aurelia поселение Lucus (что означало «Священный лес»). В XIV столетии находился во владении сеньоров Ласкари-Вентимилья. В XVI веке они оставляют свой замок в Ле-Люке и строят новый дворец у подножья холма. К времени Великой французской революции в этом здании находился госпиталь. До наших дней оно не сохранилось.
После оглашения Нантского эдикта Ле-Люк становится одним из трёх мест в Провансе, где гугенотам разрешалось отправлять свои религиозные службы, что привело к увеличению населения городка и к его хозяйственному расцвету.
В июле 2003 года на аэродроме Ле-Люк-Ле-Канне был открыт германо-французский военно-учебный центр для подготовки пилотов для боевых вертолётов Eurocopter Tiger.

## Географическое положение
Коммуна Ле-Люк расположена в средней части департамента Вар, в 5 километрах от автострады A8 «Провансаль», на полпути между Ниццой и Марселем, близ её ответвления в юго-западном направлении, на Тулон. Согласно современному административно-территориальному делению Франции является центром одноимённого кантона в составе округа Драгиньян.

## Население
Население коммуны в 2011 году составляло — 9532 человека, а в 2012 году — 9874 человека.
| 1962 | 1968 | 1975 | 1982 | 1990 | 1999 | 2005 | 2006 | 2010 | 2011 | 2012 |
| ---- | ---- | ---- | ---- | ---- | ---- | ---- | ---- | ---- | ---- | ---- |
| 3610 | 4266 | 5626 | 6049 | 6929 | 7282 | 8534 | 8711 | 9498 | 9532 | 9874 |

Динамика населения:

## Экономика
В 2010 году из 5718 человек трудоспособного возраста (от 15 до 64 лет) 3859 были экономически активными, 1859 — неактивными (показатель активности 67,5 %, в 1999 году — 62,6 %). Из 3859 активных трудоспособных жителей работали 3208 человек (1757 мужчин и 1451 женщина), 651 числились безработными (282 мужчины и 369 женщин). Среди 1859 трудоспособных неактивных граждан 406 были учениками либо студентами, 606 — пенсионерами, а ещё 847 — были неактивны в силу других причин.
На протяжении 2010 года в коммуне числилось 3969 облагаемых налогом домохозяйств, в которых проживало 9403,5 человека. При этом медиана доходов составила 16 тысяч 566 евро на одного налогоплательщика.

## Достопримечательности
- Над городским центром возвышается 27-метровая башня собора Нотр-Дам-де-Назарет, Тур Гексагональ  (Tour Hexagonale).
- Собор Нотр-Дам-дю-Кармель, построенной в XV—XVI веках в готически-прованскальском стиле. «Мост магов» XV века. Оба сооружения являются охраняемыми государством Историческими памятниками.
- Исторический музей центрального Вара (Musée historique du Centre Var) в возведённой в 1662 году часовне Св. Анны.
- Филателистический музей (Musée du Timbre) в старом замке сеньоров де Вентимилья.

## Фотогалерея

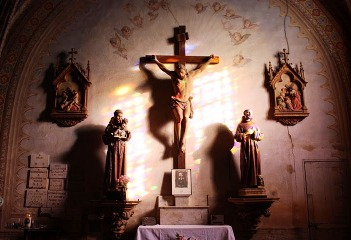
Собор Нотр-Дам-дю-Кармель
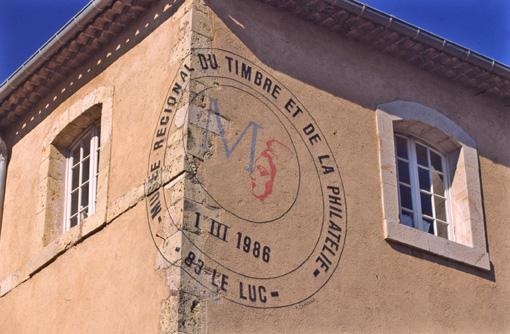
Филателистический музей
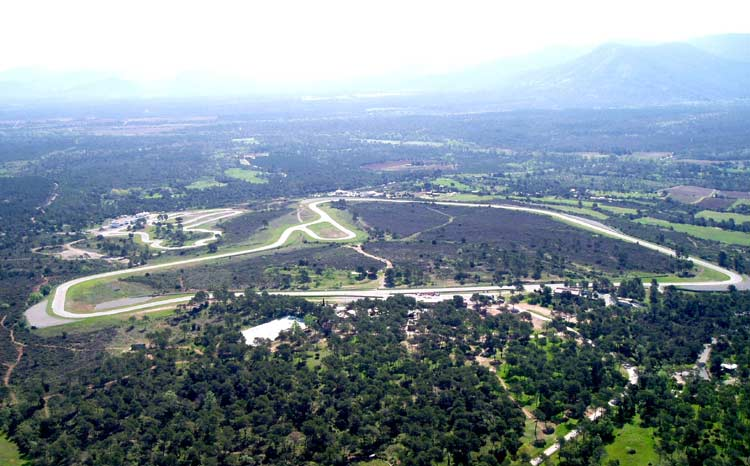
Автодром
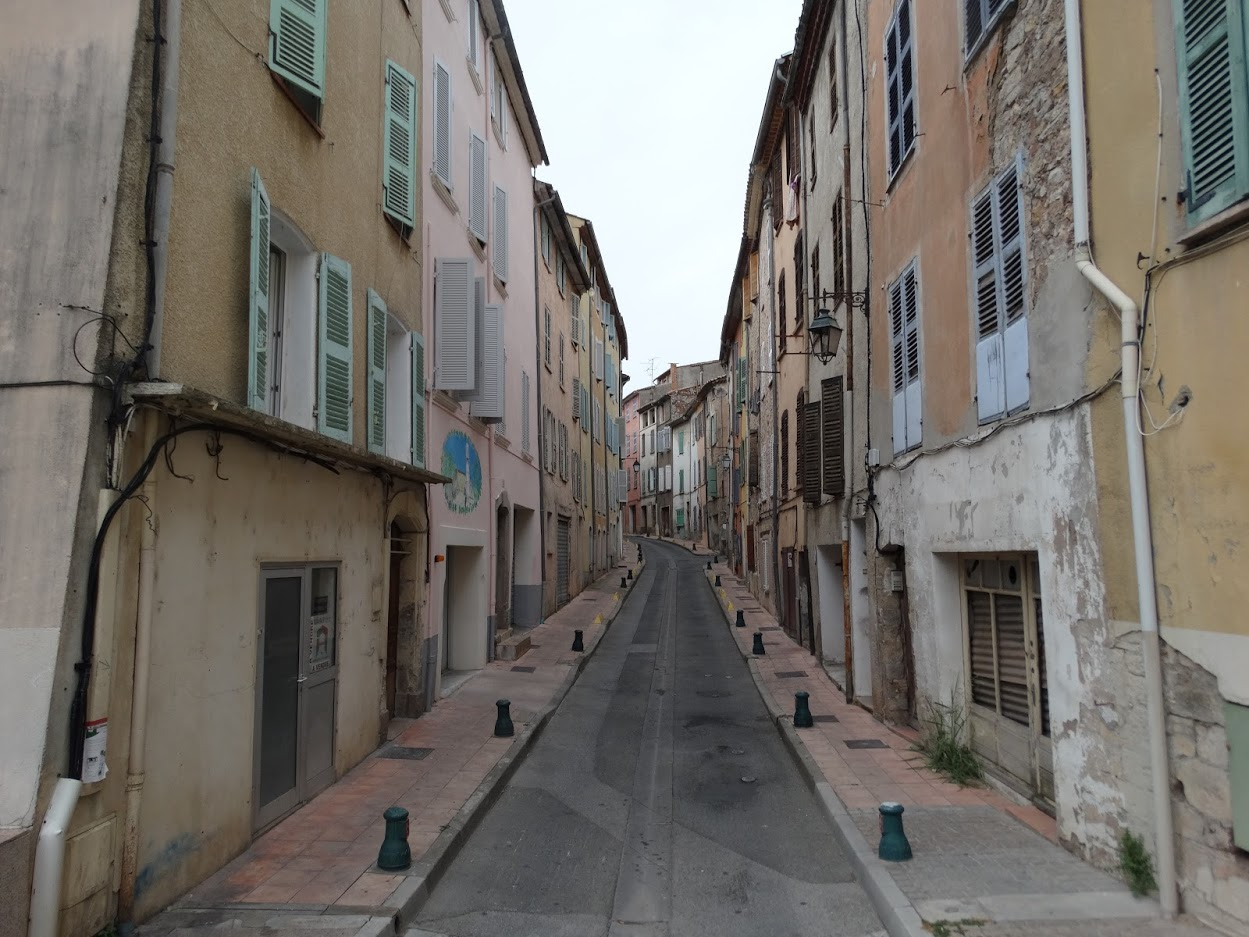
Улица в старом городе